# Sociedad Reformista Femenina Neoyorquina
La Sociedad Reformista Femenina Neoyorquina (New York Female Moral Reform Society) (NYFMRS) se creó en 1834 bajo el liderazgo de Lydia A. Finney, casada con el líder restauracionista Charles Grandison Finney. El NYFMRS se creó con el propósito fundamental de impedir la prostitución en Nueva York a inicios del siglo XIX, así como representar una protesta enérgica contra la doble moral sexual prevaleciente.
La reforma moral se había convertido en un asunto prominente en Estados Unidos durante los años 1830 y 1840 y se crearon numerosas organizaciones para eliminar la prostitución y la doble moral sexual además de animar a la abstinencia sexual. Mientras algunas organizaciones intentaron atender a muchas cuestiones de reforma, el NYFMRS tenía como foco la prevención de la prostitución.
La prostitución se convirtió en problema en el país entre 1810 y 1820, principalmente porque no era completamente ilegal, se estimaba que del 5 al 10 por ciento de mujeres eran prostitutas, profesionales u ocasionales. Las mujeres de los estratos sociales más bajos pronto descubrían que con la prostitución ganaban más que con cualquier otra clase de trabajo posible para ellas en aquel momento, e incluso algunos trabajos estaban relacionados con la prostitución. Un informe de la NYFMRS en los años 1830 identificó que criados, sirvientas, y sombrereras eran las ocupaciones más comunes conectadas con la prostitución calculándose más de diez mil prostitutas en la ciudad.
El NYFMRS intentó muchas estrategias para impedir la prostitución. Algunas de estas estrategias eran entrar en los burdeles y rezar por las prostitutas y sus clientes, presionar al estado para que la solicitud masculina de prostitutas fuera delito y acechando para publicar los nombres en su revista mensual de los hombres que visitaban regularmente los burdeles. Con el tiempo la NYFMRS trabajó no sólo en la prevención sino que abrió casas de acogida, ofreciendo educación a aquellas mujeres necesitadas y abriendo algunas mujeres respetables una agencia de ocupación para ayudar.
El NYFMRS se convirtió en una de las organizaciones de reforma moral más conocidas y extendió su influencia en otras ciudades estadounidenses. En 1835 lanzó una publicación semanal denominada The Advocate of Moral Reform, con gran circulación entre gran número de mujeres de los entornos urbanos y rurales. Cinco años después de su creación, el NYFMRS tenía 445 colaboradoras y en 1839 cambió de nombre convirtiéndose en la American Female Moral Reform Society con la esperanza de ampliar la afiliación. A pesar de que la NYFMRS no tuvo éxito con las reformas asociadas con las prostitutas, logró dar voz pública a la insatisfacción sobre el comportamiento sexual masculino.